# Belgijskie królowe
Królestwo Belgii powstało po zorganizowaniu przez Belgów w połowie sierpnia 1830 roku antyholenderskiego powstania, które zakończyło się proklamacją niepodległości Belgii 4 października 1830 roku.
| # | Królowa/Książę Małżonek     | Wizerunek | Data i miejsce urodzenia         | Data i miejsce śmierci             | Czas rządów | Rodzice                                                          | Mąż                |
| - | --------------------------- | --------- | -------------------------------- | ---------------------------------- | ----------- | ---------------------------------------------------------------- | ------------------ |
| 1 | Ludwika Maria Orleańska     |           | 3 kwietnia 1812 Palermo          | 11 października 1850 Ostende       | 1832-1850   | Ludwik Filip I Maria Amelia Burbon-Sycylijska                    | Leopold I Koburg   |
| 2 | Maria Henrietta Austriaczka |           | 23 sierpnia 1836 Peszt           | 20 września 1902 Spa               | 1865-1902   | Józef Habsburg Maria Dorota Wirtemberska                         | Leopold II Koburg  |
| 3 | Elżbieta Gabriela Bawarska  |           | 25 lipca 1876 Possenhofen        | 23 listopada 1965 Stuyvenberg      | 1909-1934   | Karol Teodor Wittelsbach Maria Józefa Portugalska                | Albert I Koburg    |
| 4 | Astrid Szwedzka             |           | 17 listopada 1905 Sztokholm      | 29 sierpnia 1935 Küssnacht am Rigi | 1934-1935   | Karol Bernadotte Ingeborga                                       | Leopold III Koburg |
| 5 | Fabiola Mora y Aragon       |           | 11 czerwca 1928 Madryt           | 5 grudnia 2014 Bruksela            | 1960-1993   | Gonzalo Mora Fernandez Blanca de Aragon                          | Baldwin I Koburg   |
| 6 | Paola Ruffo di Calabria     |           | 11 września 1937 Forte dei Marmi |                                    | 1993-2013   | Fulko Ruffo di Calabria Luiza Gazelli di Rossana e di Sebastiano | Albert II Koburg   |
| 7 | Matylda d'Udekem d'Acoz     |           | 20 stycznia 1973 Uccle           |                                    | 2013-       | Patryk d'Udekem d'Acoz Anna Komorowska                           | Filip I Koburg     |